# Чепелін
Чепелін (пол. Czepielin) — село в Польщі, у гміні Морди Седлецького повіту Мазовецького воєводства.
Населення — 304 особи (2011).
У 1975-1998 роках село належало до Седлецького воєводства.

## Демографія
Демографічна структура станом на 31 березня 2011 року:
|          | Загалом | Допрацездатний вік | Працездатний вік | Постпрацездатний вік |
| -------- | ------- | ------------------ | ---------------- | -------------------- |
| Чоловіки | 142     | 23                 | 99               | 20                   |
| Жінки    | 162     | 28                 | 92               | 42                   |
| Разом    | 304     | 51                 | 191              | 62                   |